# Ed Meador
(en) Statistiques sur pro-football-reference
Eddie Doyle Meador, dit Ed Meador, né le 10 août 1937 à Dallas au Texas et mort le 4 septembre 2023 à Russellville (Arkansas), est un joueur professionnel américain de football américain, qui a joué pour les Rams de Los Angeles en National Football League (NFL) de 1959 à 1970.
Au niveau universitaire, il joue pour les Wonder Boys (en) de l'université d'Arkansas Tech. En fin de carrière, il est élu président de la National Football League Players Association (NFLPA).

## Biographie

### Lycée
Ed Meador obtient son diplôme de l'école secondaire de Russellville (RHS) en 1955, étant nommé dans les équipes de football américain All-Region et All-State. Il pratique trois sports à la RHS : le football américain, le basket-ball et l'athlétisme. Les Cyclones remportent le championnat de football américain de la région 3AA en 1954. Meador est membre du RHS Athletic Hall of Fame.

### Carrière universitaire
Ed Meador fréquente l'université d'Arkansas Tech (ATU) à Russellville en Arkansas. Pendant sa carrière universitaire (1955-58), il quitte rarement le terrain de jeu car il est defensive back, spécialiste des retours et co-capitaine des Wonder Boys. En plus du football américain, il joue au basket-ball et fait de l'athlétisme pour l'ATU.
Ed Meador est nommé dans l'équipe All-Conference dans la Conférence interuniversitaire de l'Arkansas (AIC) en 1957-58 et est nommé Little All-American après sa saison de senior à Arkansas Tech. Au cours de sa carrière universitaire, il court 3 140 yards yards et marque 259 points. ATU remporte le championnat de l'AIC en 1958.
Pour couronner sa carrière, Ed Meador est invité à jouer dans l'Optimist Bowl de Tucson, où des joueurs All-Star de football américain de la Division I sont opposés à des joueurs All-Star d'universités plus petites,. Jouant aux côtés de coéquipiers vedettes tels que John Madden et John Wooten (en), l'équipe de Meador est battue de justesse par les joueurs de la Division I. Il est élu sportif amateur de l'année en Arkansas en 1958. En 1959, Meador obtient un diplôme d'enseignement (études sociales et éducation physique).

### Carrière professionnelle
Ed Meador est sélectionné au 7e tour, le 80e choix global, de la draft 1959 de la NFL (en), par les Rams de Los Angeles. Il débute en tant que rookie au poste de conerback et est élu rookie défensif de l'année des Rams. La saison suivante, en 1960, il participe au Pro Bowl, et est nommé dans la deuxième équipe All-Pro par Associated Press. En 1961, Meador est à égalité en tête de la NFL pour les fumbles récupérées avec 5. La saison suivante, en 1962, Meador reçoit la mention honorable All-Pro et établit un record des Rams en bloquant 4 punts.
En 1963, il est dans la deuxième équipe All-Pro et intercepte six passes. En 1964, Meador passe du poste de cornerback à celui de free safety. En 1965, il mène les Rams avec 126 tackles et est nommé de nouveau sélectionné dans la deuxième équipe All-Pro, pour la troisième fois. Il est aussi le holder des kickers des Rams.
Lors de la saison 1967, Ed Meador est nommé dans la première All-Pro pour la première fois de sa carrière. C'est un honneur qu'il recevra également en 1968 et 1969,.

### Héritage
Ed Meador prend sa retraite après la saison 1970. Il est toujours le leader des interceptions des Rams (avec 46) et détient le record de l'équipe pour le plus grand nombre de fumbles récupérées (18) et bloque le plus grand nombre de coups de pied dans l'histoire de l'équipe avec 10. Au cours de sa carrière, Meador est élu sept fois « defensive back de l'année » par les Rams et est sélectionné dans l'équipe Los Angeles Rams All-Time en 1970 et 1985 et est élu dans l'Équipe NFL de la décennie 1960.
Ed Meador est deux fois première équipe All-Pro. En outre, il est sélectionné six fois au Pro Bowl.
- Nommé président de la NFL Players Association (1969-1970)[o 1].
- Intronisé au Arkansas Tech University Hall of Distinction (1969)[2].
- Prix du Père de l'année de la NFL (1969)[7].
- A reçu le prix Byron « Whizzer » White (en) de la NFLPA (1969)[30].
- élu au Helms Athletic Foundation Sports Hall of Fame (1972)[7].
- Élu au Arkansas Sports Hall of Fame (1978)[2].
- Membre du NAIA Collegiate Hall of Fame[3].

En 2012, la Professional Football Researchers Association (en) nomme Meador dans la PRFA Hall of Very Good Class.

### Articles de journaux
1. ↑  (en-US) Sam Strasner, « Wonder Boys Legend Eddie Meador Dies at 86 », sur Arkansas Tech University, 5 septembre 2023 (consulté le 11 septembre 2023)
2. 1 2 3 4 5 6 7  (en-US) « Eddie Doyle Meador (1937–) », sur Encyclopedia of Arkansas (consulté le 11 février 2020)
3. 1 2 3 4 5 6  (en-US) Michael Freas, « Where are they now: Eddie Meador », sur National Football Post, 10 septembre 2013 (consulté le 11 février 2020)
4. ↑  (en) « Russellville’s All-Time Football Playoff Record » [PDF], 2017 (consulté le 11 février 2020)
5. ↑  (en) « Russellville High School Athletic Hall of Fame Members. » [PDF] (consulté le 11 février 2020)
6. ↑  (en) « Arkansas Tech Players/Alumni », sur Pro-Football-Reference.com (consulté le 11 février 2020)
7. 1 2 3 4 5 6 7  (en) J. W. Nix, « Crazy Canton Cuts: Ed Meador », sur Bleacher Report (consulté le 11 février 2020)
8. ↑  (en) « Hindsman Tower highlights ATU Homecoming 2011 », sur Arkansas Online, 20 octobre 2011 (consulté le 12 février 2020)
9. 1 2  (en-US) « Interview 1 – Rams Legend Ed Meador », The Pro Football Hobby Den,‎ 18 janvier 2020 (lire en ligne, consulté le 12 février 2020)
10. ↑  (en) Greg Hansen, « Greg Hansen: Arizona Bowl founder promises to keep local flavor, feel as game changes », sur Arizona Daily Star (consulté le 12 février 2020)
11. ↑  (en-US) Johnny Gomez, « Eddie Meador: Once an underdog athlete, turned into a legendary L.A. Rams defensive back | Rams Talk » (consulté le 12 février 2020)
12. ↑  (en) « State Your Case: Eddie Meador », sur Maven (consulté le 12 février 2020)
13. ↑  (en-US) Mike Goodpaster, « Eddie Meador: The Man Who Would Not Take No for an Answer, Deserves a Spot in Canton », sur The Grueling Truth, 8 août 2018 (consulté le 12 février 2020)
14. ↑  (en) « 1960 NFL Pro Bowlers », sur Pro-Football-Reference.com (consulté le 12 février 2020)
15. ↑  (en) « 1960 NFL All-Pros », sur Pro-Football-Reference.com (consulté le 12 février 2020)
16. ↑  « NFL Fumble Recovery Leaders - Pro Football Archives », sur www.profootballarchives.com (consulté le 12 février 2020)
17. ↑  (en) « 1963 NFL All-Pros », sur Pro-Football-Reference.com (consulté le 12 février 2020)
18. ↑  (en) « Ed Meador 1963 Game Log », sur StatMuse (consulté le 12 février 2020)
19. ↑  (en) « 1965 NFL All-Pros », sur Pro-Football-Reference.com (consulté le 12 février 2020)
20. ↑  (en) « 1967 NFL All-Pros », sur Pro-Football-Reference.com (consulté le 12 février 2020)
21. ↑  (en) « 1968 NFL All-Pros », sur Pro-Football-Reference.com (consulté le 12 février 2020)
22. ↑  (en) « 1969 NFL All-Pros », sur Pro-Football-Reference.com (consulté le 12 février 2020)
23. ↑  Eddie Meador.com
24. ↑  (en-US) « Rams Trade Lundy; Meador Retires », The New York Times,‎ 22 avril 1970 (ISSN 0362-4331, lire en ligne, consulté le 11 février 2020)
25. ↑  (en) « Los Angeles Rams Career Defensive Leaders | The Football Database », sur FootballDB.com (consulté le 11 février 2020)
26. ↑  (en) « Creating the All-Time Rams Roster: Safety », sur Rams Wire, 5 juillet 2016 (consulté le 11 février 2020)
27. ↑  (en) Steven Gerwel, « St. Louis Rams: Top 75 Greatest Players of All Time », sur Bleacher Report (consulté le 11 février 2020)
28. ↑  (en-US) Jerry Crowe, « Meador's kids and the Hall », sur Los Angeles Times, 15 juin 2009 (consulté le 11 février 2020)
29. 1 2  (en) « Gil Brandt's greatest NFL safeties of all time », sur NFL.com (consulté le 11 février 2020)
30. ↑  (en-US) « 2016 NFLPA Byron "Whizzer" White Award Nominees Revealed », sur www.nflpa.com (consulté le 11 février 2020)
31. ↑  (en) « HALL OF VERY GOOD | PROFESSIONAL FOOTBALL RESEARCHERS ASSOCIATION », sur www.profootballresearchers.org (consulté le 11 février 2020)

### Ouvrages
1. ↑  Riess 2015, p. 651.